# КТ Спорт-Арена
«КТ Спорт Арена» — стадіон у смт Аграрному АРК (Україна). Вміщує 3250 глядачів. Домашня арена футбольного клубу чемпіонату Криму «Кримтеплиця» і аматорської команди «Спартак». До вересня 2009 року стадіон мав назву «Кримтеплиця».
Стадіон приймав матчі відбіркового турніру до жіночого чемпіонату Європи з футболу до 19 років.
| №  | Дата       | Турнір            | Команда   | Рахунок | Команда   |
| -- | ---------- | ----------------- | --------- | ------- | --------- |
| 01 | 31.03.2011 | Відбір до ЧЄ 2011 | Швейцарія | 1-1     | Швеція    |
| 02 | 31.03.2011 | Відбір до ЧЄ 2011 | Україна   | 1-4     | Чехія     |
| 03 | 02.04.2011 | Відбір до ЧЄ 2011 | Швеція    | 0-0     | Чехія     |
| 04 | 02.04.2011 | Відбір до ЧЄ 2011 | Україна   | 0-1     | Швейцарія |
| 05 | 05.04.2011 | Відбір до ЧЄ 2011 | Україна   | 1-7     | Швеція    |

Стадіон приймав матчі відбіркового турниру до жіночого чемпіонату Європи з футболу до 17 років.
| №  | Дата       | Турнір            | Команда  | Рахунок | Команда  |
| -- | ---------- | ----------------- | -------- | ------- | -------- |
| 01 | 10.04.2010 | Відбір до ЧЄ 2010 | Швеція   | 4-1     | Польща   |
| 02 | 13.04.2010 | Відбір до ЧЄ 2010 | Польща   | 1-1     | Ірландія |
| 03 | 15.04.2010 | Відбір до ЧЄ 2010 | Ірландія | 2-1     | Швеція   |